# Tiger Cubs
I Tiger Cubs ("I cuccioli di Tigre") sono un gruppo di ex dipendenti di Tiger Management che hanno fondato i loro hedge fund dopo la chiusura di Tiger Management nel 2000. In aggiunta il fondatore di Tiger Management, Julian Robertson, pioniere nel mondo degli hedge fund, ha finanziato fondi chiamati "Tiger Seeds". Molti dei Tiger Cubs sono anche Tiger Seeds.

## Membri

### Tiger Cubs
| azienda                                                | fondatore                      |
| ------------------------------------------------------ | ------------------------------ |
| Archegos Capital Management (In precedenza Tiger Asia) | Bill Hwang                     |
| Argonaut Capital Management                            | David Gerstenhaber             |
| Blue Ridge Capital                                     | John Griffin                   |
| Bowman Capital Management                              | Lawrence Bowman                |
| Bridger Management                                     | Roberto Mignone                |
| Coatue Management                                      | Philippe Laffont               |
| Deerfield Capital                                      | Arnold Snider                  |
| Discovery Capital Management                           | Robert Citrone                 |
| Duff Capital Advisors                                  | Philip Duff                    |
| Elmwood Advisors                                       | Quinn Riordan                  |
| HealthCor Management                                   | Arthur Cohen                   |
| Hoplite Capital                                        | John Lykouretzos               |
| Impala Asset Management                                | Robert Bishop                  |
| Intrepid Capital Management                            | Steve Shapiro                  |
| Joho Capital                                           | Robert Karr                    |
| Light Street Capital                                   | Glen Kacher                    |
| Lone Pine Capital                                      | Stephen Mandel                 |
| Longhorn Capital Partners                              | Kris Kristynik                 |
| Matrix Capital                                         | David Goel                     |
| Maverick Capital                                       | Lee Ainslie                    |
| Millgate Capital                                       | James Lyle                     |
| Nezu Asia Capital Management                           | David Snoddy / Fuyuki Fujiwara |
| Pantera Capital                                        | Dan Morehead                   |
| Ridgefield Capital Management                          | Robert Ellis                   |
| Roundrock Capital Management                           | Peter Vig                      |
| Second Curve Capital                                   | Tom Brown                      |
| Shumway Capital Partners                               | Chris Shumway                  |
| Sun Valley Gold                                        | Peter Palmedo                  |
| Suranya Capital Partners                               | Anu Murgai                     |
| Tiger Global Management                                | Chase Coleman III              |
| Tiger Veda                                             | Manish Chopra                  |
| Toscafund Asset Management                             | Martin Hughes                  |
| Touradji Capital Management                            | Paul Touradji                  |
| Valinor Management                                     | David Gallo                    |
| Viking Global Investors                                | Ole Andreas Halvorsen          |
| Williamson McAree Investment Partners                  | Ed McAree / Robert Williamson  |

### Tiger Seeds
| azienda                                                | fondatore                       |
| ------------------------------------------------------ | ------------------------------- |
| Axial Capital Institutional                            | Marc Anderson / Eliav Assouline |
| Archegos Capital Management (In precedenza Tiger Asia) | Bill Hwang                      |
| Apos Capital Partners                                  | Alok Agrawal                    |
| Cascabel Management                                    | Scott Sinclair/Laurence Chang   |
| Catalpa Capital                                        | Joseph McAlinden                |
| DLH Capital                                            | David Henle                     |
| Emerging Sovereign Group                               | Kevin Kenny                     |
| Eastern Advisors                                       | Scott Booth                     |
| Fox Point Capital Management                           | Charlie Andersen                |
| Goshen Investments                                     | Christopher J. Burn             |
| Green Eagle Capital                                    | Glenn Migliozzi / Dan Sperrazza |
| Hound Partners                                         | Jonathan Auerbach               |
| Kelusa Capital                                         | RJ McCreary                     |
| Lanexa Global Management                               | Ian Murray                      |
| Long Oar Global Investors                              | James Davidson                  |
| Maple Leaf Partners                                    | Dane C. Andreeff                |
| Miura Global Management                                | Pasco Alfaro / Richard Tumure   |
| Mojave Capital Management                              | Michael Beebe                   |
| North Elm Capital                                      | David Rockwell / Austin Root    |
| Pelagic Capital Advisors                               | McAndrew Rudisill               |
| Sabretooth Capital Management                          | Erez Kalir / Craig Perry        |
| Teewinot Capital Advisers                              | Michael J. Moriarty             |
| Tiger Consumer                                         | Pat McCormack                   |
| Tiger Europe                                           | Elena Piliptchak                |
| Tiger Eye Partners                                     | Ben Gambill                     |
| Tiger Global Management                                | Chase Coleman III               |
| Tiger Ratan Capital                                    | Nehal Chopra                    |
| TigerShark Management                                  | Tom Facciola                    |
| Tiger Veda                                             | Manish Chopra                   |
| Venesprie Capital Partners                             | Quincy Fennebresque             |
| Wolfacre Global Partners                               | Jon A. Ylvisaker                |
| WRA Investment Partners                                | Bill Araskog                    |